# Dioscorea lasseriana
Dioscorea lasseriana là một loài thực vật có hoa trong họ Dioscoreaceae. Loài này được Steyerm. mô tả khoa học đầu tiên năm 1951.